# Gran (Wolfhagen)
Koordinaten: 51° 18′ 8″ N, 9° 10′ 30″ O
Gran war eine Dorfsiedlung in der heutigen Gemarkung der nordhessischen Stadt Wolfhagen, Landkreis Kassel. Der Ort wurde im Jahre 1074 erstmals urkundlich erwähnt und war wohl bereits 1321 wüst, nachdem seine Bewohner ins nahe Wolfhagen gezogen waren.

## Geographische Lage
Der Ort befand sich etwa 2 km südlich von Wolfhagen und rund 1 km nordwestlich des Wolfhager Stadtteils Bründersen auf 285 m Höhe am Südfuß des Graner Bergs, um den hier das von Ostnordosten kommende Mühlenwasser nach Nordwesten umbiegt. Rund 500 m westlich liegt heute die Gehöftgruppe Granfeld.

## Geschichte
Zum Ursprung der Siedlung meinte 1929 der Heimatforscher Gustav Siegel (1861–1931), es habe dort bereits gegen Ende des 4. Jahrhunderts eine Siedlung chattisch-sächsischer Bauern gegeben, wahrscheinlicher jedoch ist, das der Ort erst im 8. Jahrhundert besiedelt wurde.
Dominierende Grundbesitzer im Ort waren, während der schriftlich dokumentierten Existenz des Dorfs, ein Geschlecht Ortsadeliger – die Ortsadeligen von Gran sind von 1150, als Gottschalk von Gran Schultheiß in Wolfhagen war, bis 1272 bekundet, lebten aber wohl zumindest teilweise und zuletzt nur noch im nahen Wolfhagen – und das 1074 zunächst als Chorherrenstift gegründete Kloster Hasungen, das bereits zu seiner Gründung mit Besitz in Gran ausgestattet wurde. Im Jahre 1123 schenkte die Edelfreie Riclind/Rilind von Itter, Nichte und mit ihrer Schwester Frederun nächste Erbin des in diesem Jahr verstorbenen Folkmar von Itter, dem Kloster auch eine Kirche in Gran. Drei Jahre später schenkten Riclind und Frederun dem Kloster Corvey u. a. acht „iugera“ in Gran, die der Propstei Marsberg zugewiesen wurden. 1151 bestätigte der Mainzer Erzbischof Heinrich, dass Trutwin von Gran dem Kloster Hasungen u. a. eine Mühle in Gran und Besitz in Fridegossen gegen ein lebenslängliches Benefizium übergeben habe. In den Jahren 1154 bis 1159 erwarb das Kloster Hasungen weitere drei Hufen in Gran.
Im 13. und beginnenden 14. Jahrhundert hatte dann das St. Petri-Stift in Fritzlar Zehnteinkünfte in Gran (1209, 1253 und 1310 bezeugt). Im Jahre 1240 erhielt die 1124 ebenfalls dem Kloster Hasungen gestiftete Kirche im benachbarten Todenhausen sieben Äcker in Gran als Ersatz für anderweitig verlorene Güter, und im Jahre 1253 wird auch das Kloster Breitenau als Inhaber von Besitz in Gran erwähnt. Schließlich gab Florentin von Gran, der 1266–1268 als Schultheiß in Wolfhagen bekundet ist, im Jahre 1272 eine Hufe in Gran, die er zu Meierrecht besaß, dem Kloster Hasungen, das dann seine „curia“ im Jahre 1311 vermeierte.
Wann das Dorf aufgegeben wurde und die letzten Einwohner nach Wolfhagen zogen, ist unbekannt. Es ist jedoch anzunehmen, dass dies bereits vor 1321 geschah, denn in diesem Jahr wird in den Hasunger Klosterurkunden nicht mehr von der Siedlung, sondern nur noch von der Feldmark Gran („im felde Gran“) berichtet. Auch spätere Erwähnungen beziehen sich lediglich auf die Feldmark: 1336 trugen die Herren von Helfenberg fünf Mansen in der Feldmark von Gran („in campis Gran“) dem Landgrafen Heinrich II. von Hessen zu Lehen auf, und 1409 verzichtete Rudolf von Helfenberg, Burgmann zu Wolfhagen, u. a. auf Ländereien in Gran, die er als hessisches Lehen innehatte, zugunsten der Landgrafen.
Ein Pleban wird in Gran erstmals im Jahre 1240 genannt, später auch noch 1354, 1389 und 1488. Obwohl das Dorf selbst wohl bereits Anfang des 14. und mit Sicherheit Anfang des 15. Jahrhunderts wüst lag, bestand die Kirche noch bis zur Reformation.